# Epsilon Reticuli
ε Reticuli (Epsilon Reticuli, kurz ε Ret) ist ein etwa 60 Lichtjahre entferntes Sternsystem im Sternbild Netz.
Es handelt sich um ein Doppelsternsystem, bestehend aus einem Unterriesen der Spektralklasse K2, ε Reticuli A, und einem Weißen Zwerg, ε Reticuli B. Die Winkeldistanz zwischen den beiden Komponenten beträgt gegenwärtig etwa 13", was rund 240 Astronomischen Einheiten entspricht. ε Reticuli A wird von einem substellaren Objekt umrundet.

## Exoplanet
ε Reticuli b, manchmal auch ε Reticuli Ab, ist ein durch Radialgeschwindigkeitsmessungen entdeckter Exoplaneten-Kandidat, der ε Reticuli A umkreist. Er weist eine Umlaufperiode von rund 430 Tagen auf und hat eine Mindestmasse von ungefähr 1,6 Jupitermassen. Die Bahn besitzt eine geringe Exzentrizität von ca. 0,1, die große Halbachse misst etwa 1,3 Astronomischen Einheiten.